# Migdolus goyanus
Migdolus goyanus is een keversoort uit de familie Vesperidae. De wetenschappelijke naam van de soort werd voor het eerst geldig gepubliceerd in 1984 door Dias.